# Annette Gordon-Reed
 Annette Gordon-Reed (Conroe, Texas, 19 de novembre del 1958) és una jurista i historiadora estatunidenca. El 2008 rebé el National Book Award per la seva obra The Hemingses of Monticello: An American Family.